# اوتار تر-هوهانیسیان
اوتار مارتینی تر-هوهانیسیان (ارمنی: Օթար Տեր-Հովհաննիսյան؛ انگلیسی: O. Ter-Hovhannisyan ) بازیگر اهل ارمنستان بود. وی بین سال‌های ۱۹۷۴ تا ۱۹۷۹ میلادی فعالیت می‌کرد.

## گزیده فیلمشناسی
از فیلم‌ها یا برنامه‌های تلویزیونی که وی در آن نقش داشته است می‌توان به دزوری میرو (در نقش دایی مانوک)، ستاره امید هارد راک و پنج روز دیگر اشاره کرد.